# Adam Forrester
Adam Forrester (* 31. März 2005) ist ein schottischer Fußballspieler, der bei Heart of Midlothian unter Vertrag steht.

## Karriere
Adam Forrester begann seine Karriere in den Jugendmannschaften der Glasgow Rangers. Im Oktober 2021 wechselte Forrester aus der U17 des Vereins nach Edinburgh zu Heart of Midlothian. Bei seinem neuen Verein spielte Forrester ab dem Jahr 2022 für die zweite Mannschaft in der Lowland League nachdem er zuvor seinen ersten Vertrag als Profi erhalten hatte. Im Jahr 2024 spielte Forrester zudem einmal im Challenge Cup gegen Fraserburgh, obwohl er noch für die U18 spielberechtigt war. Die Saison 2024/25 begann der 19-Jährige als Kapitän des B-Teams. Im September 2024 gab Forrester sein Debüt für die erste Mannschaft, als er im Ligaspiel der Scottish Premiership gegen Ross County in der Startelf stand. In den nächsten Spielen gehörte Forrester viermal der Startelf in der Conference League gegen Minsk, Nikosia, Heidenheim und Cercle Brügge an, und kam auch im Edinburgh Derby zum Einsatz. Im November 2024 verlängerte Forrester seinen Vertrag bei den „Hearts“ bis 2027.